# 二井関成
二井 関成（にい せきなり、1943年〈昭和18年〉3月20日 - ）は、日本の政治家。山口県知事（第42 - 45代）を務めた。

## 来歴

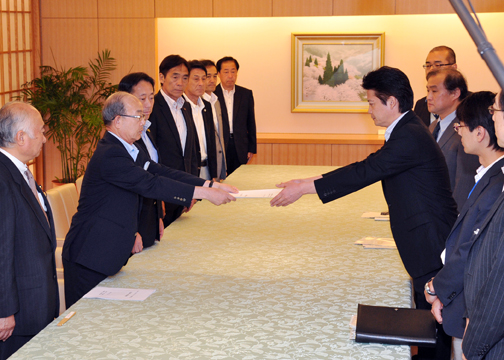
2012年7月25日、外務大臣玄葉光一郎に要望書を手渡す

山口県美祢市生まれ。山口県立山口高等学校を経て、1966年（昭和41年）に東京大学法学部を卒業し、自治省に入省。以降、長崎県（税務課長など）や中小企業庁へ出向したほか、自治省選挙部政治資金課長補佐等を歴任。
1979年（昭和54年）、山口県総務部財政課長に就任し山口県庁へ入庁。同じ自治省出身の山口県知事・平井龍（当時）のもと、その1期目から5期目まで県の要職に就いた。山口県出納長を務めていた1996年（平成8年）、同職を退任するとともに山口県知事選挙に立候補し、初当選した（平井が6期目を模索していたため、二井は平井の意向に沿わない形で立候補した）。平井は自民党党員でありながら吹田愰（元自治大臣=新進党・公明推薦）を陰で支援していた。また当時自民党幹事長代理野中広務が自民党本部としての二井への推薦に反対し県連推薦に止まったが、安倍晋三・河村建夫らの清和研若手代議士や、清和研幹部で現職の自民党総務会長塩川正十郎の熱心な支援が大きな勝因となった。
県知事就任後は「住み良さ日本一の県づくり」を掲げ、「安全」「居住環境」「健康と福祉」「子育て・人づくり」「働く環境」の5分野57指標について目標値を定め、各種政策に取り組んだ。また、「県民力向上」に向けた「ホップ・ステップ・ジャンプ」として山口きらら博（2001年）、国民文化祭（2006年）、おいでませ!山口国体（2011年）などの大型イベントを位置づけ、第23回世界スカウトジャンボリー（2015年開催予定）の誘致を成功させた。
知事4期目からは「住み良さ日本一元気県づくり加速化プラン」および「新・県政集中改革プラン」の「今期限りの総仕上げ」を公言し、2011年（平成23年）12月5日、県議会にて5期目となる次期山口県知事選挙には立候補しない意向を示した。この時点では自民党山口県連などから続投要請があったこともあり、両プランの「達成状況により2月までに最終判断」とし知事退任の明言はしなかったが、翌2012年（平成24年）2月22日の定例記者会見にて、「おおむね満足できる成果となった」として正式に退任を表明、任期満了となった8月21日をもって知事を退任した。
2013年（平成25年）4月1日付けで山口県立美術館および山口県立萩美術館・浦上記念館館長（非常勤）に就任。
林義郎の弟でサンデン交通会長の林孝介は姻戚にあたる。

## エピソード
- 県の出版物・公用封筒などに『しっかり聞いて』というキャッチフレーズとシンボルマークが印刷されているものがある。これは、二井の知事選初出馬の際に、広報公聴の充実や情報公開の推進をアピールするために使用されたものである。
- 野球が趣味で、甲子園で山口県代表の試合の始球式を務めたことがある。その際の球速は120キロ台だった。光市に本拠地を置く還暦野球チーム「山口アインツ」のメンバーでもある。
- 女性に人気があり、女性の起業者による「山口スーパー・レディース・アソシエーション」が毎年開いている「知事を囲む望年会」には夫妻で毎年参加している。
- 自民党の党員だが2004年分の党費4000円を支払っていないことを2006年9月14日の定例記者会見にて自ら公表。直後の総裁選挙では地元選出の安倍晋三を支持していたが、過去2年間に党費を納めていないと自民党総裁選に投票できないという規定により、投票資格を失った[7]。
- 2010年、自身の任命した西村亘山口県副知事（当時）が第66回国民体育大会において「ヤシ（ズル）をしてでも1位を取る」、「（柔道やレスリングの）判定競技は、開催県有利にしてもらう」などと発言し、市民団体から抗議を受けた際には、西村に対し「誤解を与えるような発言は厳に慎むように」と注意した[8]。

## 略歴
- 1961年 - 山口県立山口高等学校卒業。
- 1966年 - 東京大学法学部卒業、自治省入省。
- 1969年 - 自治省行政局選挙部管理課。
- 1971年 - 長崎県総務部財政課参事。
- 1972年 - 長崎県総務部税務課長。
- 1974年 - 中小企業庁組織課長補佐。
- 1976年 - 自治省行政局選挙部政治資金課長補佐。
- 1979年 - 山口県総務部財政課長。
- 1980年 - 山口県総務部次長。
- 1982年 - 消防庁消防大学校教務部長兼教授。
- 1983年 - 日本消防協会事務局長。
- 1984年 - 山口県企画部長。
- 1987年 - 山口県民生部長。
- 1988年 - 山口県総務部長。
- 1994年 - 山口県出納長。
- 1996年 - 山口県出納長を退任、山口県知事に立候補し初当選（2000年再選、2004年三選、2008年四選）。
- 2012年 - 山口県知事定例記者会見の席上にて、県知事からの退任を表明[1]。
- 2014年 - 旭日大綬章を受章

## 選挙の記録
- 1996年 - 山口県知事選挙に立候補し、当選（1期目）。対立候補は吹田、小沢克介（元衆議院議員=新党さきがけ推薦）、磯野有秀（山口県立大学名誉教授=日本共産党推薦）、玉木襄（元新自由クラブ山口県連代表）。
- 2000年 - 山口県知事選挙に立候補し、当選（2期目）。対立候補は林洋武（日本共産党山口県委員長=日本共産党公認）。
- 2004年 - 山口県知事選挙に立候補し、当選（3期目）。対立候補は福江俊喜（県労連議長=日本共産党推薦）。
- 2008年 - 山口県知事選挙に立候補し、当選（4期目）。対立候補は福江俊喜（元県労連議長=日本共産党推薦）。